# Christian Ludwig von Kalsow
Christian Ludwig von Kalsow (* 1694; † 1. Oktober 1766 auf Gut Zollen bei Soldin) war ein preußischer Generalleutnant, Chef des Infanterieregiments Nr. 43 sowie Amtshauptmann zu Massow, Naugard und Gültzow.

## Leben

### Herkunft
Seine Eltern waren Karl Ferdinand von Kalsow († 1697) und dessen Frau Anne Louise von Dewitz aus dem Hause Daber. Der Vater war Erbherr Blankenhagen, Suckow und Rützenow.

### Leben
Seine Erziehung begann auf dem Gut Suchow. Er wurde dann 1714 zur Ritterschule nach Kolberg geschickt und bis 1716 studierte er an der Universität Halle. Dort wurde er unter Leopold von Anhalt-Dessau wegen seiner Größe zur Preußischen Armee eingezogen. Kalsow wurde bereits am 22. November 1716 Fähnrich im Regiment „Forcade“. Am 8. März 1717 wurde er in das Leibregiment des Königs übernommen. Dort wurde er bald zum Kapitän befördert. Am 8. Oktober 1738 bekam er die Anwartschaft auf die Amtsmannschaft von Massow, Naugard und Gültzow. 1739 wurde er dort Amtshauptmann. Er war dann für sieben Jahre zur Werbung (Militär) in Russland, was wohl sehr erfolgreich gewesen sein soll. 1740 war Kalsow aber in Potsdam, um bei dem sterbenden König Friedrich Wilhelm Nachtwache zu halten. Nach dem Tod des Königs wurde er von Friedrich II. zunächst zum Oberstleutnant und dann zum Oberst im Füsilierregiment „von Hagen“ gefördert. Im Dezember 1744 bekam er sein eigenes Füsilier-Regiment. Am 18. Mai 1745 wurde er zum Generalmajor ernannt (Patent vom 8. Mai 1743). In der Schlacht bei Hohenfriedberg wurde ihm sein Pferd erschossen. Seine Einheit unterstand dann bei der Belagerung von Kosel Leopold von Anhalt-Dessau, mit dem er dann auch gegen Oberschlesien vorrückte. Am 12. Mai 1750 wurde er zum Generalleutnant ernannt. 1757 wollte er auch am Siebenjährigen Krieg teilnehmen, bekam aber einen Schlaganfall und wurde pensioniert. Als Ruhesitz bekam er das Gut Zollen bei Soldin in der Neumark. 1759 wurde es von russischen Truppen besetzt. 1766 wurde ihm zusätzlich ein Gnadengehalt von 600 Talern gewährt. Er starb aber noch im gleichen Jahr.

## Familie
Kalsow war seit dem 7. September 1736 mit Marie Louise Dorothea von Herold († 1. Juli 1743) verheiratet. Sie war die Tochter des Geheimen Finanzrats Christian von Herold (1669–1744) und dessen Frau Eva Catharina von Klinggräff. Ihre Schwester Charlotte Dorothea Eva von Herold war mit dem General Johann Ludwig von Ingersleben (1703–1757) verheiratet.
Seine zweite Frau war eine von Wedell († 30. Mai 1780). Sie bekam das Gnadengehalt noch bis zu ihrem Tod ausgezahlt. Aus beiden Ehen sind keine Kinder bekannt.